# Église Saint-Louvent de Colombé-la-Fosse
L'église Saint-Louvent est une église située à Colombé-la-Fosse, en France.

## Localisation
L'église est située sur la commune de Colombé-la-Fosse, dans le département français de l'Aube.

## Historique
L'édifice est inscrit au titre des monuments historiques en 1987.